# Кеннет (циклон)
Циклон «Кеннет» (англ. Cyclone Kenneth) — найпотужніший тропічний циклон, який досяг Мозамбіку з початку сучасних досліджень.  Циклон також завдав значної шкоди Коморським островам і Танзанії. Чотирнадцятий тропічний шторм, рекордний десятий тропічний циклон і дев'ятий інтенсивний тропічний циклон сезону циклонів у південно-західній частині Індійського океану 2018–19 рр.
В країні Коморські острови; Через вітер і дощ загинуло щонайменше сім людей. Збитки оцінили в 345 мільйонів доларів США. До виходу циклону на берег місцева влада евакуювала понад 30 000 людей на шляху шторму в північному Мозамбіку.  Через проходження циклону у Мозамбіці загинуло 45 людей.

## Метеорологічна історія

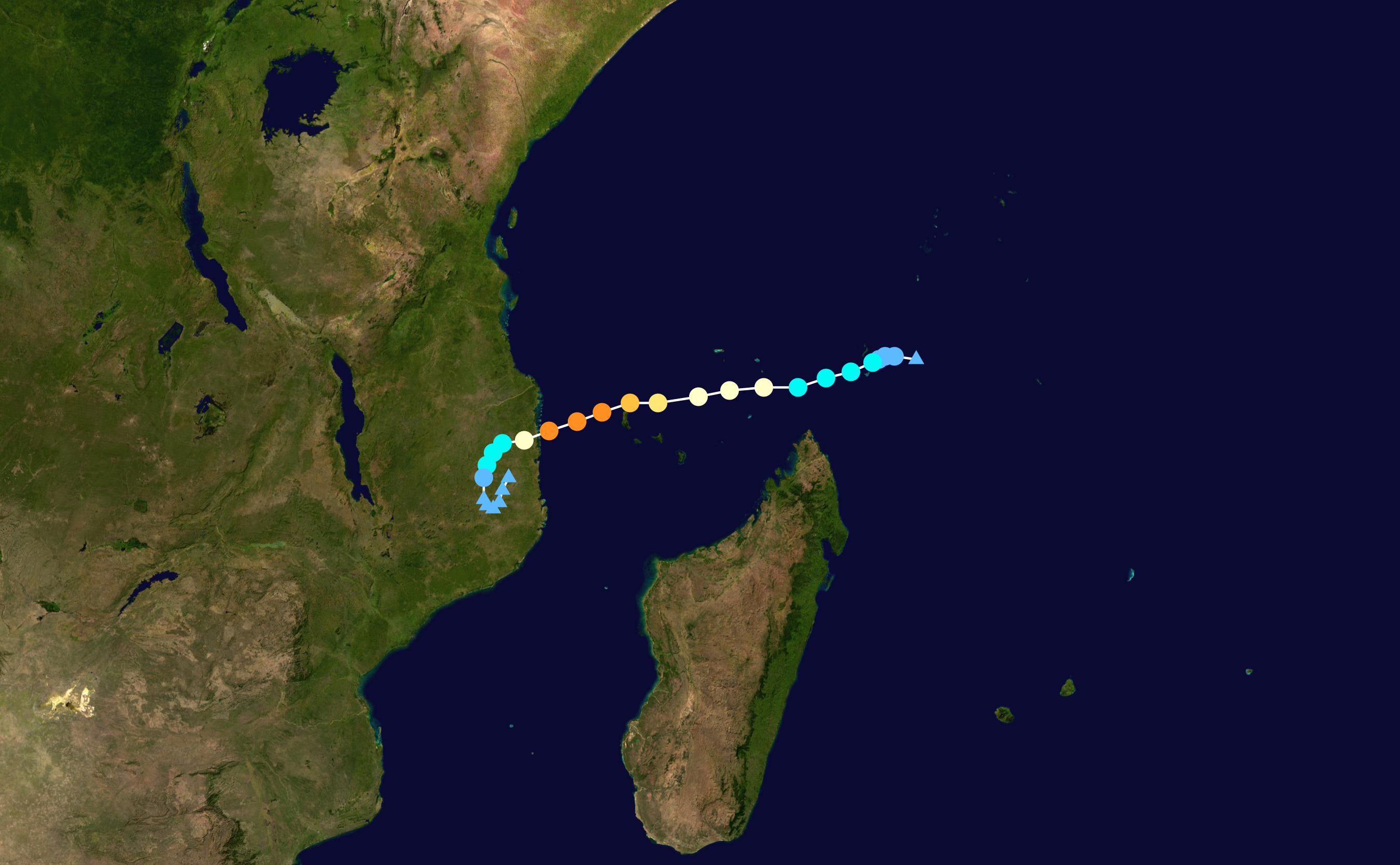
Траєкторія руху Циклону Кеннет

17 квітня Метео-Франс почав моніторинг зони низького тиску на північ від Мадагаскару. Метео-Франс продовжував спостерігати за системою протягом наступних кількох днів, помітивши значне збільшення глибокої конвекції 21 квітня. 22 квітня о 12:00 UTC Метео-Франс почав видавати попередження щодо системи, позначаючи її як Тропічне порушення 14. Незабаром після цього Об'єднаний центр попередження про тайфуни (JTWC) видав попередження про утворення тропічного циклону, зазначивши, що хвилювання було розташоване у сприятливому середовищі з низьким вертикальним зсувом вітру та теплою температурою поверхні моря 29–30 °C (84–86 °F). Вранці 23 квітня JTWC почав видавати попередження про систему, класифікуючи її як тропічний циклон 24S. Через кілька годин Метео-Франс модернізував систему до тропічної депресії, коли вона рухалася на захід під впливом хребта від середнього рівня, розташованого на півдні. MFR підвищив рівень депресії до помірного тропічного шторму о 12:00 UTC, присвоївши назву «Кеннет» шторму. У той час Метео-Франс заявив, що температура у верхній частині хмар знизилася до −90 °C (−130 °F) і що загальна організація системи покращилася.
Невдовзі після того, як йому було присвоєно ім’я, Кеннет почав швидко розвиватися, і JTWC зазначив, що у нього розпочало формуватися око. Близько 00:00 UTC 24 квітня Метео-Франс оновив систему до сильного тропічного шторму. Через кілька годин JTWC наслідував їхній приклад, підвищивши Кеннет до еквівалента урагану 1 категорії за шкалою ураганів Саффіра-Сімпсона. О 12:00 UTC Кеннет був оновлений Метео-Франс до рекордного великого десятого тропічного циклону у сезоні. У той час Метео-Франс заявило, що око намагалося сформувати в центральній щільній хмарності шторму, і що зсув вітру почав зменшуватися. Близько 18:00 UTC Кеннет посилився до потужного урагану 3  категорії. У той час міжнародний аеропорт Хахая на коморському острові Гранд-Комор повідомив про швидкість вітру 36 вузлів (67 км/год; 41 миль/год), а Кеннет знаходився приблизно в 55 км (34 милі) на північ. Через шість годин Метео-Франс підвищив статус Кеннета до інтенсивного тропічного циклону, зазначивши, що шторм мав дуже холодне конвективне кільце та що ядро стало більш компактним. 25 квітня, о 06:00 UTC, Кеннет досяг піку інтенсивності з 10-хвилинним стійким вітром 215 км/год (134 миль/год) і мінімальним центральним тиском 934 гПа (27,58  дюйма рт. ст.).). У той час у Кеннета було видно око яке було оточене дуже сильною конвекцією; однак шторм також почав проходити цикл заміни очної стінки. Тим часом JTWC підрахував, що Кеннет досяг свого піку як ураган 4 категорії з 1-хвилинним стійким вітром 230 км/год (145 миль/год). Коли Кеннет наближався до берегової лінії Мозамбіку, система повільно почала слабшати через цикл заміни очної стінки та взаємодії з землею. Пізніше того ж дня, о 13:15 UTC, Кеннет досяг берега Мозамбіку як інтенсивний тропічний циклон, на північ від Пемби, з 1-хвилинним стійким вітром 220 км/год (140 миль/год), що еквівалентно урагану 4 категорії. Це зробило «Кеннет» найсильнішим тропічним циклоном, що вийшов на сушу, в історії Мозамбіку. Це також стало другим випадком в зареєстрованій історії Мозамбіку, коли два шторми вийшли на сушу протягом одного сезону циклону з інтенсивністю тропічного циклону або вище.

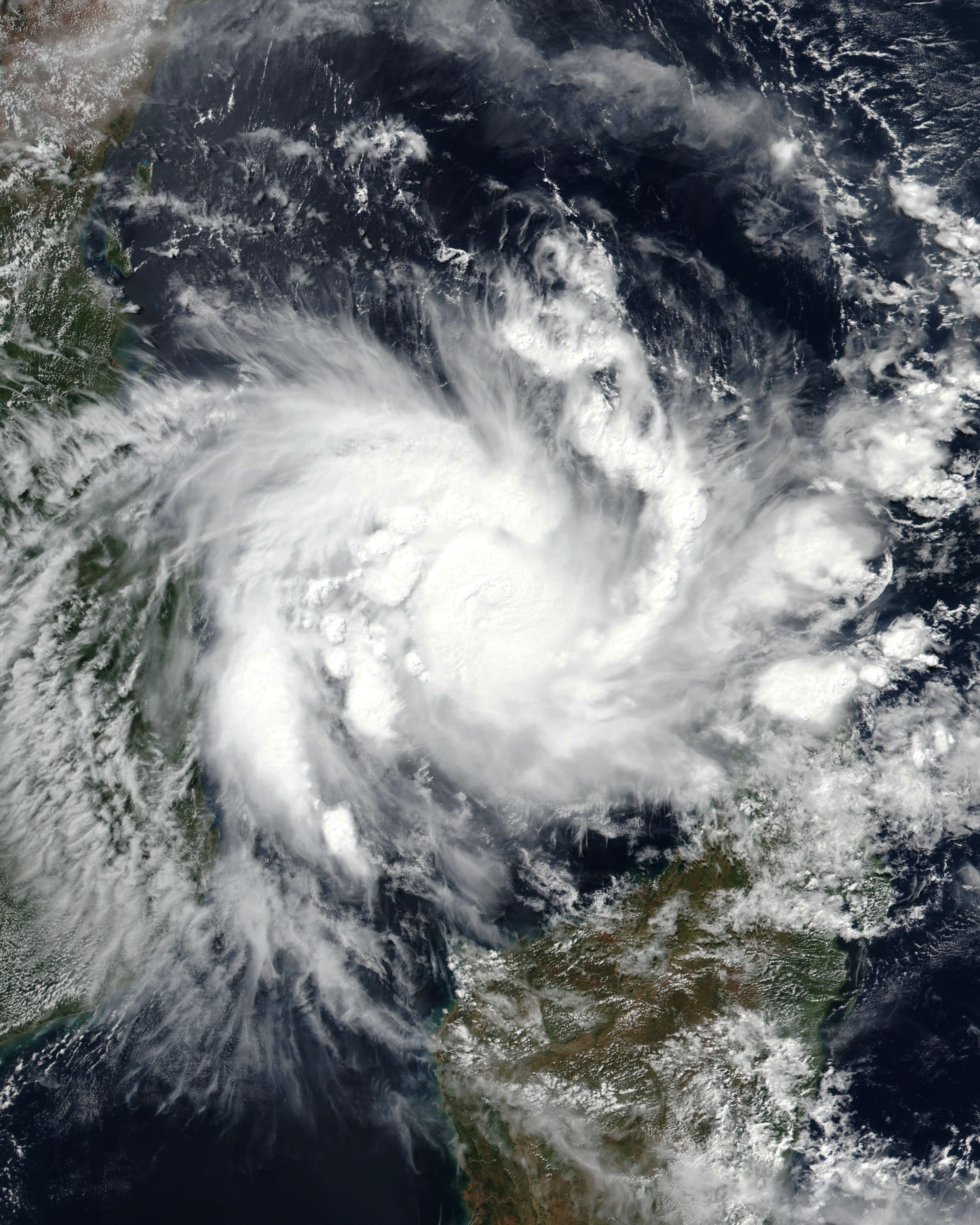
Супутниковий знімок циклону «Кеннет», що наближається до Коморських островів 24 квітня

Після виходу на сушу Кеннет було перекласифіковано як сухопутну западину з 10-хвилинними стійкими вітрами зі швидкістю 155 км/год (96 миль/год), що трохи нижче сили інтенсивного тропічного циклону. Коли шторм просувався далі вглиб країни, він швидко розсіювався. Незабаром після цього JTWC випустив останнє попередження щодо системи. Центральна конвекція Кеннета різко скоротилася, і над сушею залишилася лише невелика площа. Незважаючи на те, що Кеннет усе ще перебував у сприятливому атмосферному середовищі, продовжував швидко слабшати через взаємодію з землею. О 00:00 UTC 26 квітня MFR опублікував своє останнє попередження щодо Кеннета, повідомляючи про 10-хвилинний тривалий вітер швидкістю 65 км/год (40 миль/год), у той час як система була розташована приблизно в 110 км (68 миль) вглиб країни в Мозамбіку. Кеннет продовжував слабшати, його вітри впали нижче штормової сили , оскільки він продовжував свій рух на південь. 27 квітня біля узбережжя Мозамбіку почалися грози, хоча центр Кеннета залишався над сушею, оскільки система почала дрейфувати на північ. 28 квітня «Кеннет» вийшов біля узбережжя північного Мозамбіку, але продовжував слабшати через несприятливі умови. Згодом Кеннет розсіявся до 12:00 UTC 29 квітня.

## Підготовка та наслідки
Загалом Кеннет убив щонайменше 52 людини, а збитки оцінюють щонайменше в 345 мільйонів доларів США.
У країні Коморські острови вітри та дощі Кеннета забрали життя щонайменше семи людей і поранили понад 200. За попередніми оцінками, знищено приблизно 60–80% основних культур. Збиток оцінено в 81,7 мільярда франків (188 мільйонів доларів США), що еквівалентно 16% ВВП країни.
Кеннет вразив Мозамбік приблизно через місяць після того, як циклон «Ідай» спустошив центральну частину країни, викликавши побоювання, що гуманітарна криза, яка там триває, може погіршитися через шторм. Місцева влада на півночі Мозамбіку евакуювала понад 30 000 людей перед штормом, враховуючи очікувані наслідки.
Циклон «Кеннет» обрушився на північ від Пемби, Мозамбік, у четвер увечері, 25 квітня, приблизно о 16:15 за місцевим часом (12:15 UTC), з 1-хвилинним стійким вітром 220 км/год (140 миль/год). IFRC повідомила про масштабні збитки в місті: по всьому місту були зафіксовані перебої з електропостачанням і численні повалені дерева, що завдало ще більшої шкоди. У Мозамбіку загалом загинуло 45 людей, у тому числі жінка, яка загинула в результаті падіння кокосової пальми поблизу Пемби. Крім того, чотири кораблі затонули біля узбережжя міста Пальма. Повідомлялося, що на острові Ібо 90% будинків було зруйновано, а у провінції Кабу-Делгаду було зруйновано 2500 будинків, а також кілька шкіл і лікарень.
Після шторму Європейський Союз виділив 1,5 мільйона євро (1,7 мільйона доларів США) як невідкладну допомогу постраждалим від циклону в Мозамбіку та Коморських островах. Організація Об’єднаних Націй надала екстрену допомогу Мозамбіку та Коморським островам у розмірі 13 мільйонів доларів, яка може допомогти забезпечити їжею та водою, а також відновити пошкоджену інфраструктуру. Шторм також призвів до тимчасового зменшення насильства серед ісламістського повстанського руху в Мозамбіку, хоча атаки повстанців поновилися в травні 2019 року.